# Felix Lesser
Felix Lesser (* 18. September 1887 in Berlin; † 29. April 1974 in Wiesbaden) war Präsident des Hessischen Staatsgerichtshofs und des Landgerichts Hanau.

## Familie
Der Sohn jüdischer Eltern ließ sich 1910 evangelisch taufen. Am 10. Juni 1925 heiratete er in Berlin Margarete Werschmidt und adoptierte deren 1917 geborene Tochter Margarete.

## Karriere

### Anfänge
Felix Lesser studierte Rechtswissenschaft in Freiburg und Berlin. Das Zweite Staatsexamen bestand er 1909 mit einem sehr guten Ergebnis („Prädikatsexamen“). 1910/11 leistete er seinen Wehrdienst beim Füsilier-Regiment „Prinz Heinrich von Preußen“ (Brandenburgisches) Nr. 35 der Preußischen Armee ab. 1914 oder 1915 wurde er zum Gerichtsassessor ernannt.
Bei Beginn des Ersten Weltkrieges wurde er als Offiziersstellvertreter eingezogen und schon am 19. August 1914 schwer verwundet. Zurück blieb eine Versteifung des linken Arms, mit der er zu 30 % kriegsbeschädigt war. Er wurde zum Leutnant befördert und mit beiden Klassen des Eisernen Kreuzes ausgezeichnet. Nach seiner Genesung war er vom 1. Oktober 1915 bis zum 15. Mai 1920 als Kriegsgerichtsrat tätig.
Nach dem Ausscheiden aus der Militärgerichtsbarkeit wurde Felix Lesser zunächst „ständiger Hilfsarbeiter“, ab Februar 1929 Staatsanwaltschaftsrat bei der Staatsanwaltschaft III in Berlin. Vom 22. Juni 1923 bis zum 31. März 1926 war er zur Oberreichsanwaltschaft in Leipzig abgeordnet. Hier vertrat er zusammen mit dem Leiter der Behörde, Ludwig Ebermayer, 1924 die Anklagen in einem Prozess wegen Fememord gegen den damaligen Gauleiter der NSDAP in Berlin, Joseph Goebbels, und in einem Pressestrafverfahren gegen Georg Strasser. Bei seinem Ausscheiden aus der Oberreichsanwaltschaft stellte ihm Ludwig Ebermayer ein hervorragendes Zeugnis aus. Am 11. August 1930 wurde er zum Kammergerichtsrat ernannt.

### Verfolgung
Im Rahmen der nationalsozialistischen Judenverfolgung wurde Felix Lesser zum 1. April 1933 vorübergehend beurlaubt, durfte dann aber als „Frontkämpfer“ zunächst im Justizdienst weiter arbeiten. Zum 1. November 1933 wurde er aufgrund des Gesetzes zur Wiederherstellung des Berufsbeamtentums als Amtsrichter an das Landgericht Hanau versetzt. Hier war er Ausbilder des damaligen Referendars Adam von Trott zu Solz.
Am 1. Januar 1936 wurde Felix Lesser in den Ruhestand versetzt und erhielt Berufsverbot aufgrund des Reichsbürgergesetzes. Er zog nach Wiesbaden, wo er weiter verfolgt und schikaniert wurde: 1939 musste er zwei Mal die Judenvermögensabgabe zahlen, 10.800 RM und 2.700 RM. Vom 30. März bis zum 16. Juli 1939 war er im Wiesbadener Polizeigefängnis in „Schutzhaft“. Nach Erlass der Judensternverordnung am 1. September 1941 weigerte er sich zunächst den Judenstern zu tragen und verhandelte mit den Behörden darüber, ob eine Befreiung für ihn möglich sei. Das scheiterte, so dass auch er den Judenstern vom 12. April 1942 bis zum Kriegsende trug. Einen relativen Schutz vor den Verfolgungen stellte seine „Mischehe“ dar, weil seine Frau nach den Nürnberger Gesetzen als „arisch“ eingestuft war. Er arbeitete zunächst in einer Kartonfabrik und wurde noch im Februar 1945 in das Konzentrationslager Theresienstadt deportiert. Hier erlebte er die Befreiung durch die Alliierten am 7. Mai 1945 und kehrte im Juni 1945 nach Wiesbaden zurück. Für die Haft erhielt er nach dem Zweiten Weltkrieg nach dem Bundesentschädigungsgesetz 900 DM.

### Nachkriegszeit
Felix Lesser wurde am 23. August 1945 vom örtlichen Militärkommandanten der amerikanischen Militärregierung zum Präsidenten des Hanauer Landgerichts ernannt und vereidigt. Der Justizbetrieb wurde zum 1. September 1945 wieder aufgenommen. Er übte dieses Amt bis zum Eintritt in den Ruhestand am 31. März 1960 aus. Er war jahrelang Vorsitzender der Großen Strafkammer und der Berufungs- und Beschwerdekammer des Landgerichts. Außerdem war er Mitglied der Prüfungskommissionen für die beiden juristischen Examen. Auch der Wiederaufbau des durch Luftangriffe schwer beschädigten Hanauer Gerichtsgebäudes lag in seinem Aufgabenbereich.
Seit 1951 war Felix Lesser richterliches Mitglied des Staatsgerichtshofs des Landes Hessen in Wiesbaden. Vom 30. November 1955 bis zum Ruhestand am 31. März 1960 war er dessen Präsident.
1953 wurde im Rahmen der Wiedergutmachung fingiert, dass Felix Lesser zum 1. Oktober 1940 zum Reichsgerichtsrat ernannt worden sei, was für ihn positive Auswirkungen hinsichtlich seines Gehalts und der Ruhestandsbezüge hatte. Außerdem durfte er den Titel „Reichsgerichtsrat a. D.“ führen.
Anlässlich seines 70. Geburtstages am 18. September 1957 erhielt er am 16. oder 17. September 1957 das Große Bundesverdienstkreuz mit Stern vom hessischen Ministerpräsidenten Georg-August Zinn überreicht, das ihm Bundespräsident Theodor Heuss verliehen hatte.
Felix Lesser war Mitglied des Kirchenvorstandes der evangelischen Friedenskirche in Hanau-Kesselstadt.

### Werke
nach Erscheinungsjahr geordnet 
- Das Fund- und Schatzregal im deutschen Recht. Unveröffentlicht. Vor 1914.[33]
- Mitarbeiter bei: Vocabularium iurisprudentiae Romanae. De Gruyter, Berlin und New York 1914.
- Die Kriegsspionage im Weltkriege und ihre rechtliche Beurteilung. = Rechtswissenschaftliche Dissertation an der Universität Rostock vom 15. Mai 1920. Maschinenschriftlich, Rostock 1920.
- Die Gerichtsverfassung unserer Heimat im 19. Jahrhundert und das Landgericht Hanau. In: Hanau Stadt und Land. Ein Heimatbuch für Schule und Haus. Hanau 1954, S. 181–185.